# Gambelia copeii
Gambelia copeii là một loài thằn lằn trong họ Crotaphytidae. Loài này được Yarrow mô tả khoa học đầu tiên năm 1882.